# Ваїль Сулейман Аль-Хабаші
Ваїль Сулейман Аль-Хабаші (араб. وائل سليمان أحمد المحيسن الحبشي, нар. 24 серпня 1964, Ель-Кувейт) — кувейтський футболіст, що грав на позиції півзахисника за клуб «Аль-Джахра» та національну збірну Кувейту.

## Клубна кар'єра
У дорослому футболі дебютував 1981 року виступами за команду «Аль-Джахра», кольори якої і захищав протягом усієї своєї кар'єри гравця, що тривала дев'ятнадцять років. 

## Виступи за збірну
1986 року дебютував в офіційних матчах у складі національної збірної Кувейту.
У складі збірної був учасником кубка Азії з футболу 1988 року у Катарі.
Загалом протягом одинадцятирічної кар'єри в національній команді провів у її формі 54 матчі і забив 18 голів.

## Титули і досягнення
- Бронзовий призер Азійських ігор: 1986, 1994
- Переможець Кубка націй Перської затоки: 1986, 1990, 1996